# Nocerina 1910
Maillots
L'Associazione Sportiva Dilettantistica Nocerina 1910 est un club de football fondé en 1910. Il est basé dans la commune de Nocera Inferiore, dans la province de Salerne, en Campanie et évoluait jusqu'en 2014 en Ligue Pro Première Division (groupe B), avant d'être reléguée en Excellence pour démérité sportif.
Le club joue ses matchs à domicile au Stade Saint François d’Assise.

## Historique
L'Associazione Giovanile Nocerina 1910 a participé à deux reprises à la Série B, la dernière fois en 1978/1979. Le 23 avril 2011 et à trois journées du terme de la fin du championnat, l'équipe s'impose 1-0 à domicile face à Foggia, obtenant ainsi la troisième montée en Serie B de son histoire, après avoir survolé son groupe. Ce ne sera que sa troisième saison dans l'antichambre de l'élite car, par deux fois, l'équipe a été relégué au terme d'une seule saison.

## Historique des noms
- 1910-1973 : Associazione Giovanile Nocerina
- 1973-1988 : Associazione Calcio Nocerina
- 1988-2000 : Unione Sportiva Nocerina
- 2000-2010 : Associazione Giovanile Nocerina 1910
- 2010-2015 : Associazione Sportiva Giovanile Nocerina
- 2015-2016 : Associazione Sportiva Dilettantistica Città di Nocera 1910
- 2016- : Associazione Sportiva Dilettantistica Nocerina 1910